# 永井隆
永井隆（日语：永井 隆/ながい たかし，1908年2月3日—1951年5月1日），日本的医生、散文家。

## 生平
1908年，出生於醫生世家。
1925年，毕业于松江中学。
1928年，毕业于松江高中。
1932年，毕业于長崎醫科大學。
1933年，满洲事变期间曾担任军医。
1934年，受洗為天主教徒。
1937年，中日战争期间曾担任军医。
1945年，在長崎原子彈爆炸中身受重傷。
1946年，重病臥床。
1951年，去世。

## 著作
- 《长崎和平钟声》(2008年)·赖振南（译）·上智出版社
- 《遗孤人间》(2008年)·赖振南（译）·上智出版社
- 《生命的勇者》(2008年)·赖振南（译）·上智出版社
- 《原子弹掉下来的那一天》(2011年)·许书宁（译）·上智出版社